# Жінки в фотографії

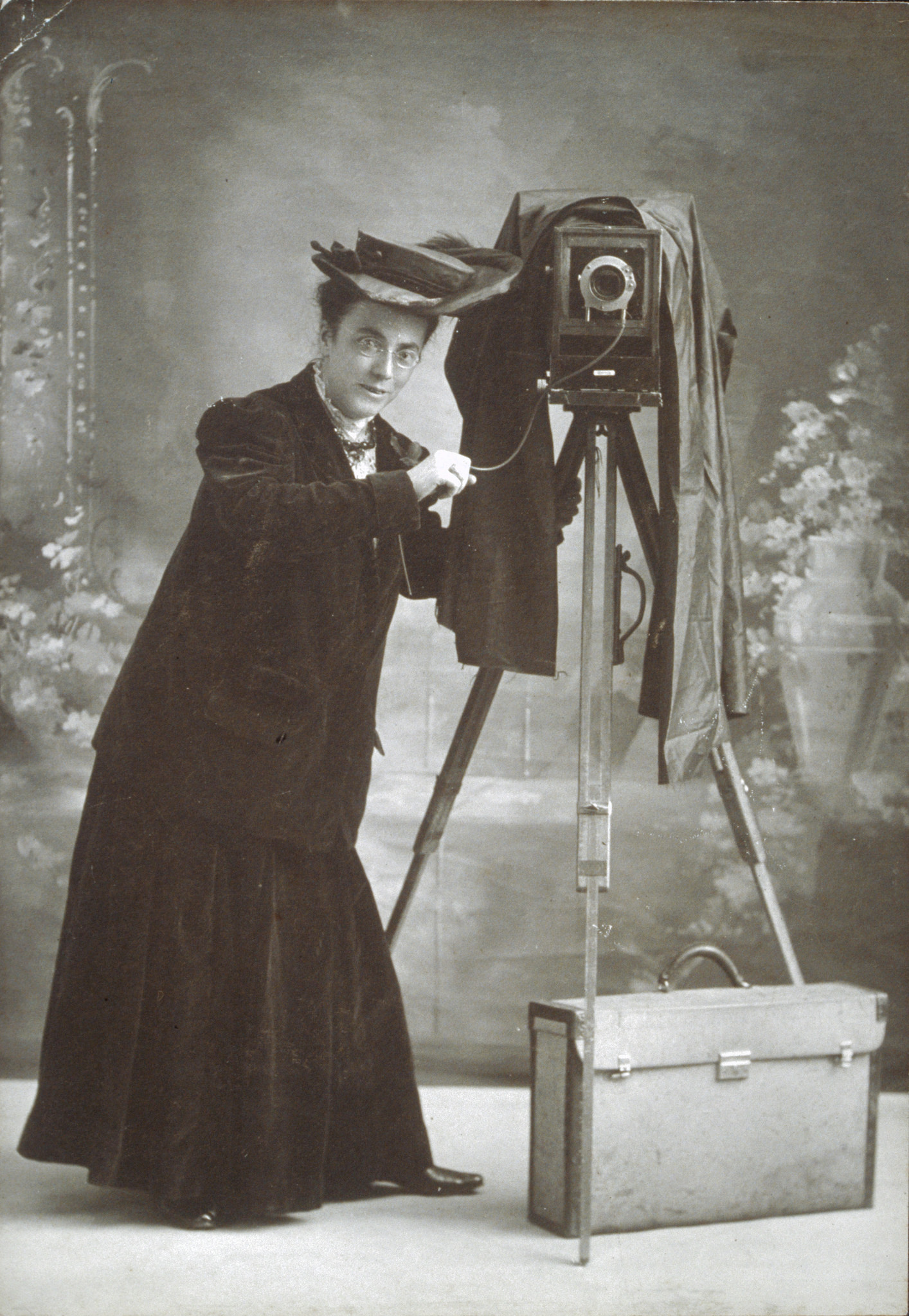
зі своєю камерою, біля 1905 р.

Жінки були задіяні у фотографії з самого її виникнення. Ранні фотографки, здебільшого британки чи француженки, експериментували разом зі своїми чоловіками-фотопіонерами. Першими освоїли фотографію жінки Північної Європи, відкриваючи студії в Данії, Франції, Німеччині та Швеції з 1840-х; у Британії заможні жінки розвивали фотографію як мистецтво наприкінці 1850-х. В Нью-Йорку жінки почали відкривати фотостудії лише в 1980-х.

Слідом за «Братством зв'язаного кільця», що просувало художню фотографію з 1880-х, Альфред Штігліц закликав кількох жінок приєднатися до заснованого ним у 1902 руху «Фотосецесія», на підтримку так званого живопису. Дора Калмус у Відні першою використала фотостудії як модні місця для зустрічей австро-угорської аристократії.
 У США жінки вперше фотографували як аматорки, дехто створили чудові роботи, які сягнули ключових виставок. Мисткині не лише робили портрети знаменитостей та корінного американського населення, але й знімали пейзажі, особливо з початку ХХ ст. Участь жінок у фотожурналістиці та військовій фотографії також стартувала на початку 1900-х, зростаючи під час Першої світової.

## Початок
Констанс Фокс Талбот, одружена з одним з ключових піонерів фотографії в 1830-х і 1840-х, сама експериментувала з процесом ще в 1839 році. Річард Овенден приписує їй туманне зображення короткого вірша Томаса Мура, що зробило б її найвідомішою жінкою-фотографкою.
Ботаністка Анна Аткінс також познайомилася з фотографією Фокса Талбота, засвоївши його техніку «фотогенного малювання», а також його процес калотипу на основі камери. Дізнавшись про процес ціанотипії від його винахідника Джона Гершеля, Аткінс змогла виготовити фотограми ціанотипу висушених водоростей. Вона опублікувала їх у 1843 р. у збірці Фотографії британських водоростей: ціанотипові враження — першої книги з фотоілюстраціями.

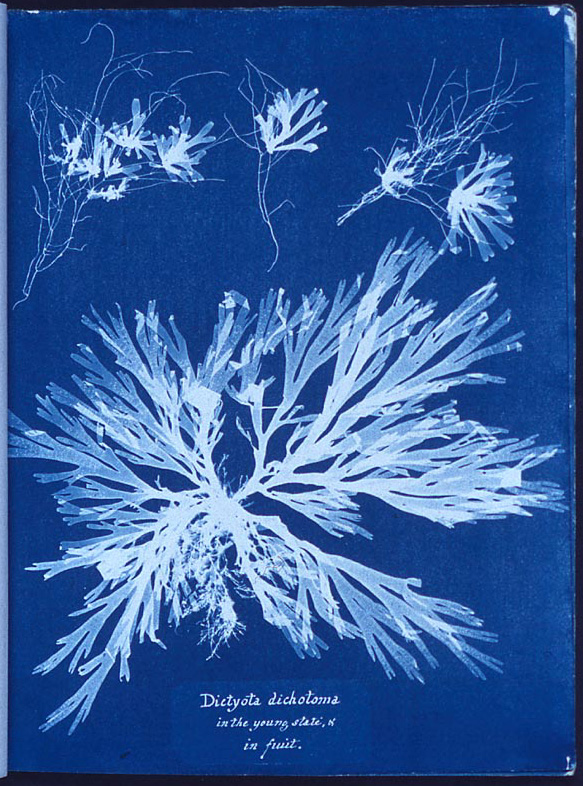
Анна Аткінс: "Dictyota dichotoma, in the young state; and in fruit" (ціанотипія, 1843)
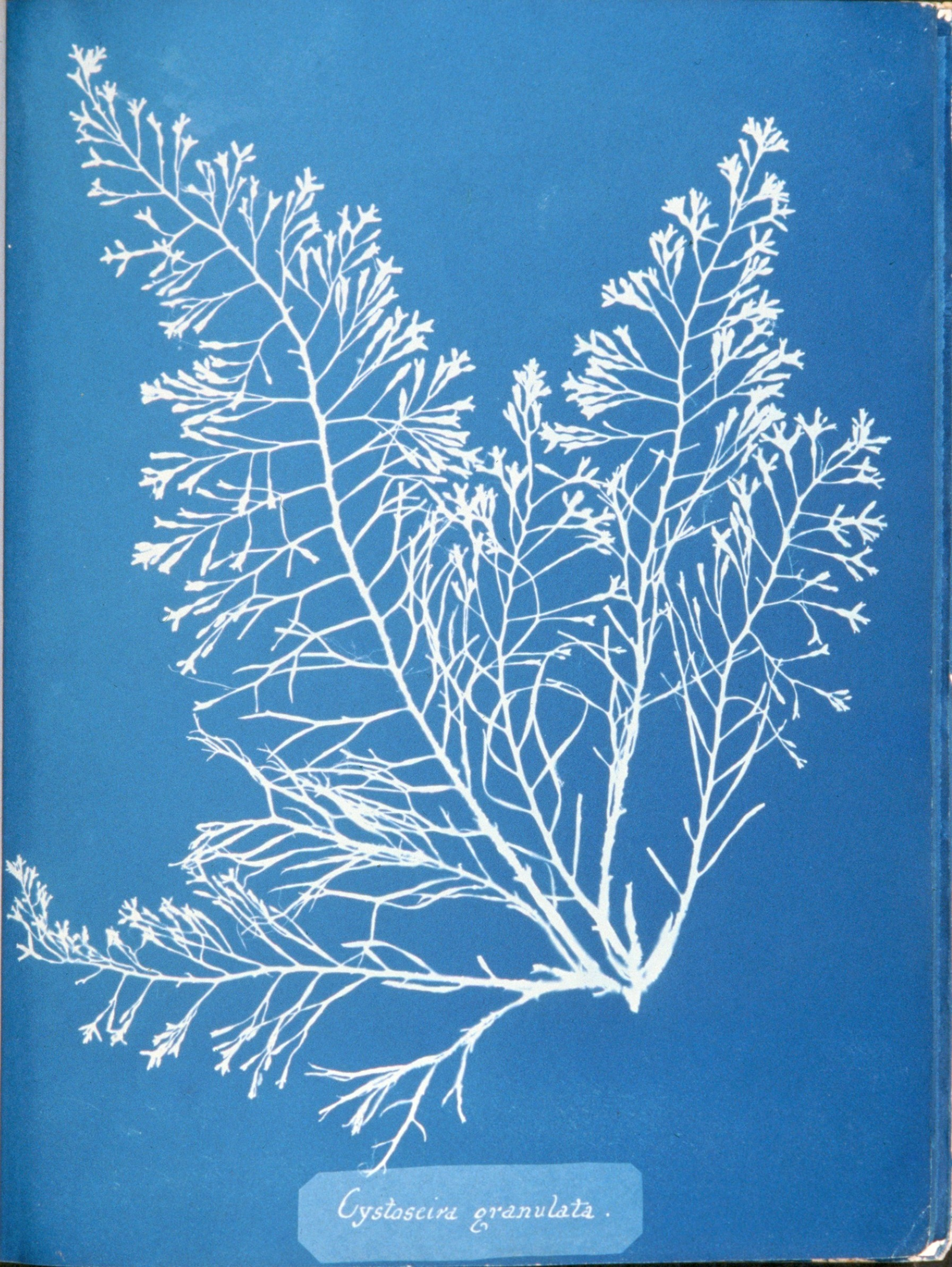
Анна Аткінс: "Cystoseira granulata" (ціанотипія, 1843)

Ботаніка та захопленого фотоаматора Джона Ділвін Лелеліна, можливо, познайомила з фотографією його дружина Емма Томасіна Талбот (Emma Thomasina Talbot), двоюрідна сестра Фокса Талбота. Вона проявила ранній інтерес до фотографії та займалася власним друком.

## Перші професійні фотографки
У Швейцарії Франциска Мьоллінґер (1817—1880) почала створювати дагеротипи мальовничих краєвидів близько 1842 року, літографічні копії опублікувала у 1844 році. Вона також професійно робила фотопортрети з 1843 року. 20 років потому Альвіна Ґоссоер (1841—1926) стала однією з перших професійно фотографувати жінок.
У Франції Женев'єва Елізабет Дісдері була першою професіоналкою фотографічного бізнесу. Разом з чоловіком Андре-Адольфе-Ежен Дісдері, що запатентував маленькі фотографії, візитівки, наприкінці 1840-х у Бресті створила студію дагеротипів. Після того, як чоловік покинув її в Парижі в 1847, Дісдері продовжила вести бізнес сама.
Берта Венерт-Бекман була, мабуть, першою професійною фотографкою в Німеччині. У 1843 році вона відкрила студію в Лейпцигу з чоловіком і сама керувала бізнесом після його смерті в 1847. Емілі Бібер відкрила в Гамбургу студію дагеротипів у 1852. Після повільного старту бізнес запрацював, і Бібер керувала майстернею до 1885 року, після чого передала її племіннику. У США (Міннесота) Сара Луїза Джадд зробила дагеротипи ще в 1848 році.
Тора Галлаґер, одна з найперших фотографок Данії, ймовірно, практикувала в Копенгагені з початку 1850-х. Однак її пам'ятають перш за все за прекрасний портрет Андерсена, зроблений у 1869 році. У Швеції жінки на ранньому етапі вступили до фотографічного бізнесу. Брита Софія Гесселі зробила фото з дагеротипу в Карлстаді ще в 1845 році, а Марі Кінберг однією з перших застосувала нову фотографічну техніку в Гетеборзі в 1851–52.
Гільда Сьолін стала професійно фотографувати у Мальме в 1860 році, відкривши там студію наступного року, а Софія Албомтакож включила фотографію до числа мистецтв, якими займалася у 1860-х. У 1864 році Берта Валеріус у Стокгольмі стала офіційною фотографкою Королівського шведського двору (згодом за нею рушила її студентка Сельма Якобссон). Протягом 1860-х років у Швеції було щонайменше 15 підтверджених фотографинь, троє з яких: Розалі Шьоман, Каролін фон Кноррінґ та Берта Валеріус належали до еліти професії. У 1888 році перша жінка, Анна Хвасс (Anna Hwass), стала членкинею правління Fotografiska föreningen («Фотографічне товариство»).

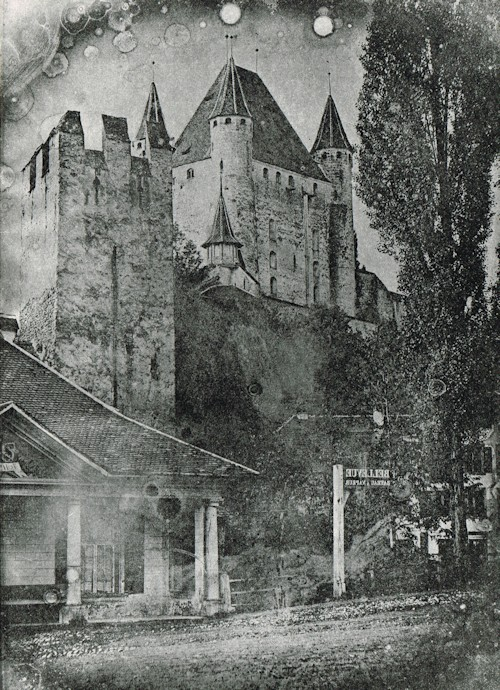
Замок Тун, дагеротип Франциски Мьоллінґер (бл. 1844)
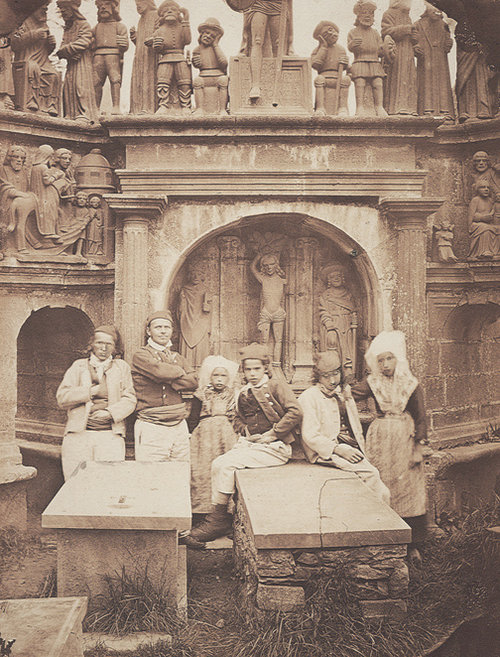
Женев'єва Елізабет Дісдері: Кладовище Плугастель (1856)
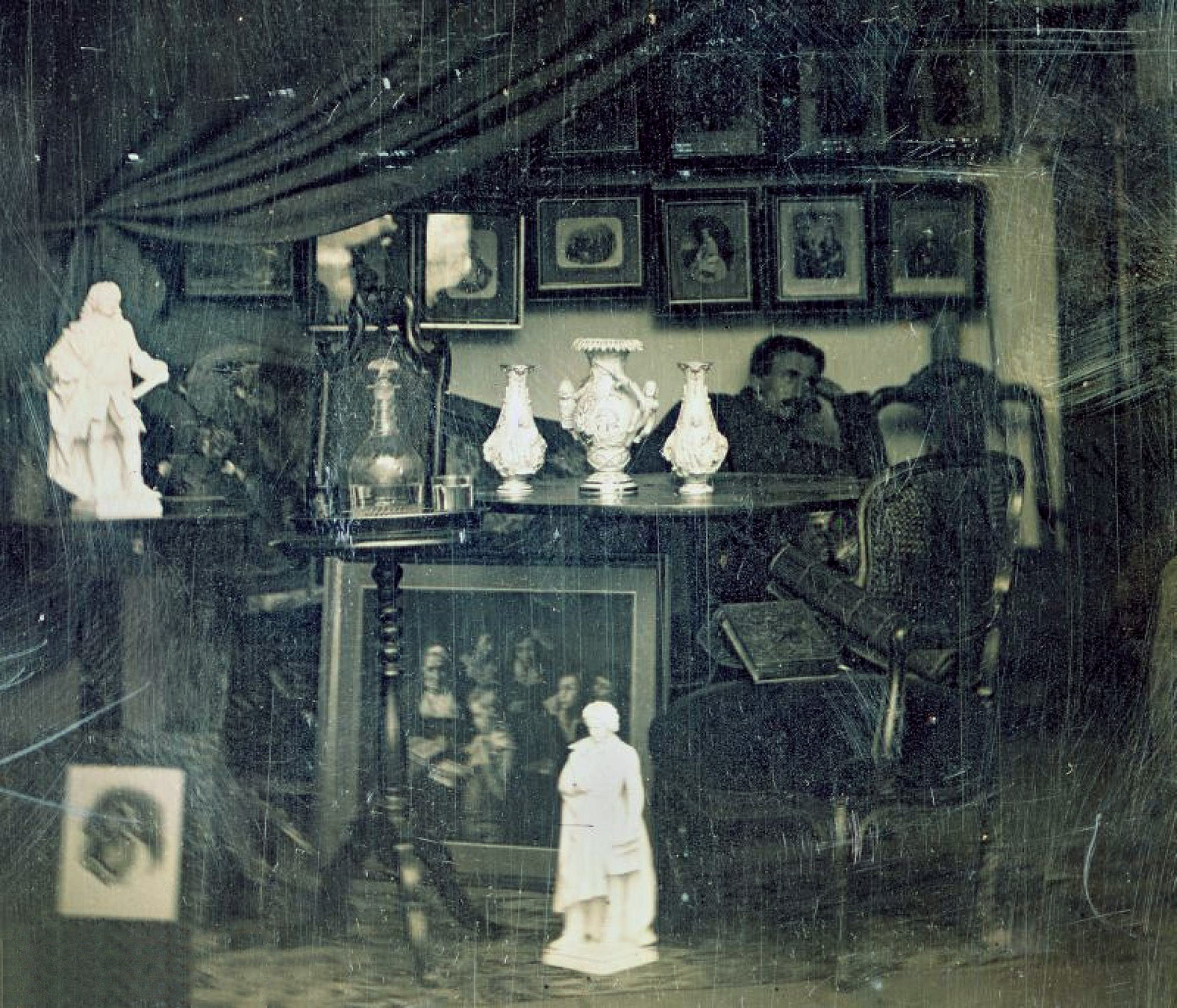
Берта Венерт-Бекман: Студія Венерт-Бекман (бл. 1850)
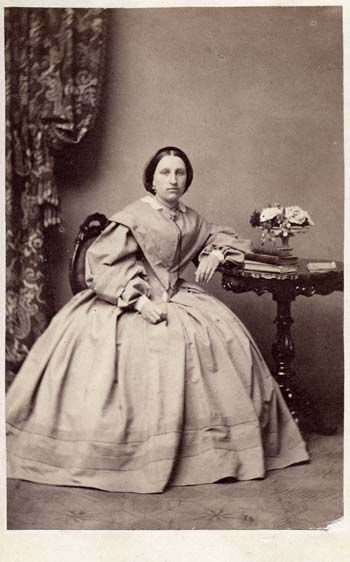
Гільда Сьолін[en]: Портрет Іди Хультгрен (1863)
Тора Галлаґер: портрет Ганса Крістіана Андерсена (1869)

## Мисткині-піонерки
Двох британських дам пам'ятають за ранній внесок у художню фотографію. Наприкінці 1850-х років леді Клементина Гаварден почала робити фотографії. Найдавніші зображення — пейзажі, зняті в маєтку Гаварден у місті Дандрум, Ірландія. Після переїзду сім'ї до Лондона, в 1862 році вона перетворила перший поверх свого будинку в Південному Кенсінгтоні в студію, наповнивши її реквізитом, який можна побачити на її світлинах. Гаварден спеціалізувалася на портретах, особливо двох старших дочок, одягнених у денні костюми. Її роботи заслужили срібні медалі на виставках Фотографічного товариства у 1863 та 1864 роках.
Ще відомішою художнім новаторством є Джулія Маргарет Камерон. Хоча її інтерес до фотографії розпочався до 1863 року, коли їй було 48, вона свідомо добивалася того, щоб фотографія стала прийнятною формою мистецтва, зробивши сотні портретів дітей та знаменитостей. Незважаючи на те, що її прихильність до м'якого фокусу протягом життя часто критикували як технічний дефіцит. На початку ХХ ст. Кемерон стала основою руху пікторіалізму, і зараз її роботи широко цінуються.
Каролайн Емілі Невілл та її дві сестри виставлялися в Лондонському фотографічному товаристві в 1854 році і продовжували вносити архітектурні погляди на Кент за допомогою негативів з воскового паперу.
В Італії Вірджинія Олдоїні, графиня Ла Кастільйоне, зацікавилася фотографією в 1856 році, зафіксувавши моменти свого життя в сотнях автопортретів, часто в театральних костюмах.

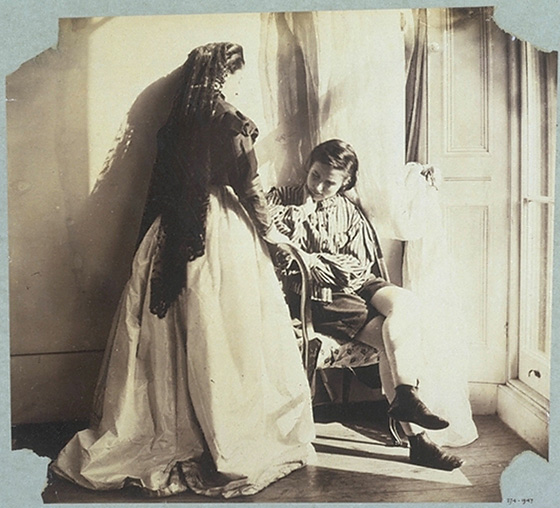
Клементіна Гаварден: Її доньки Клементіна Мод та Ісабелла (1861)
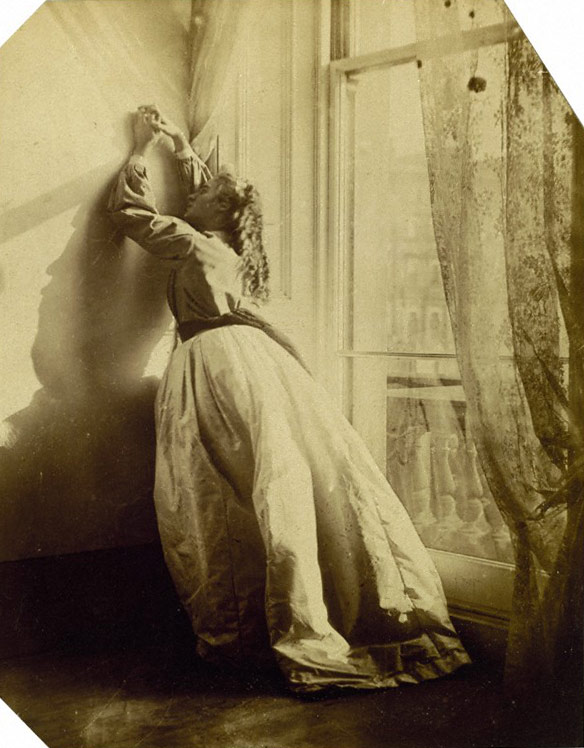
Клементіна Гаварден: Клементіна Мод в драматичній позі (бл. 1862)
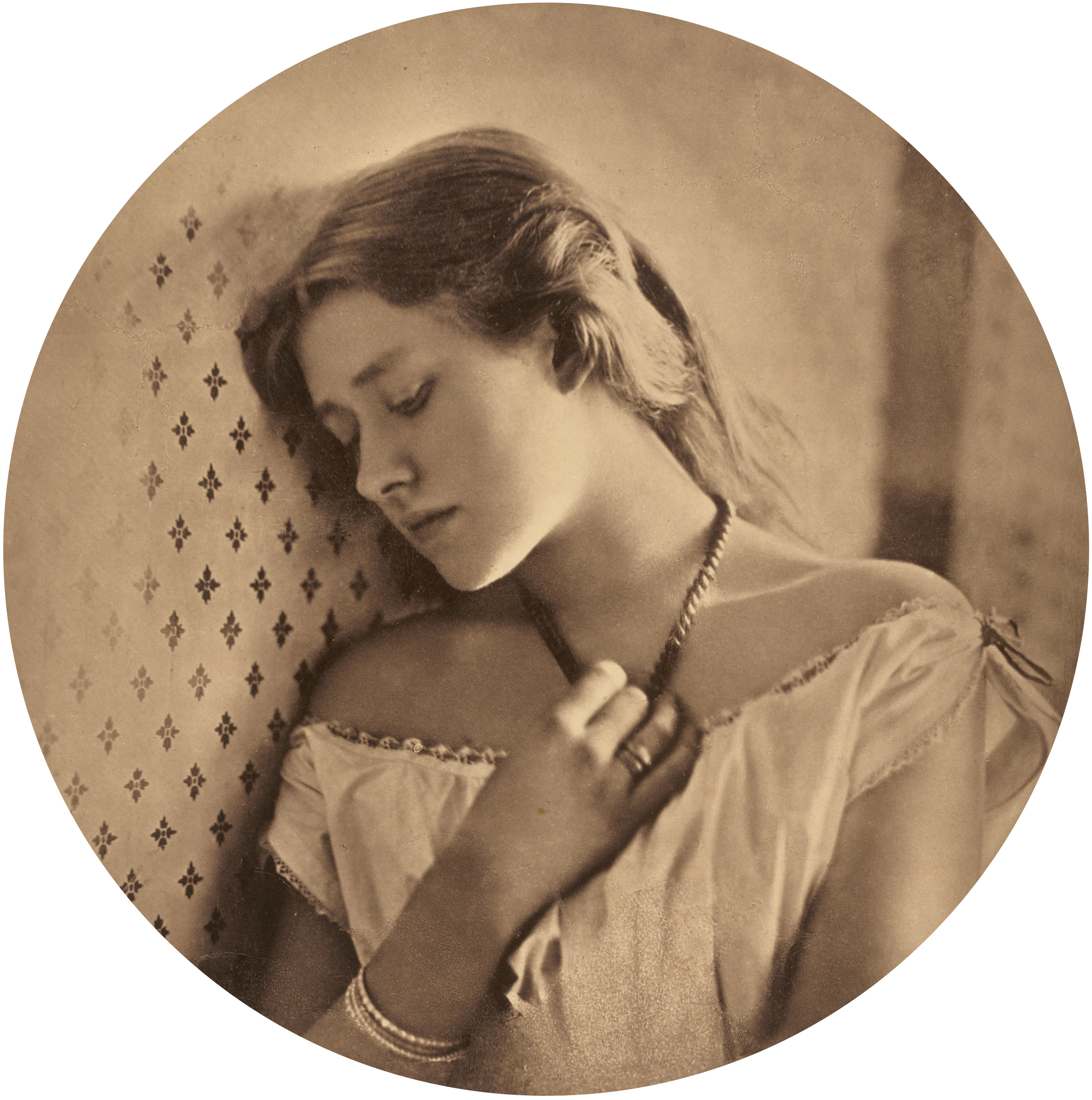
Джулія Маргарет Камерон: «Сум» (1864)
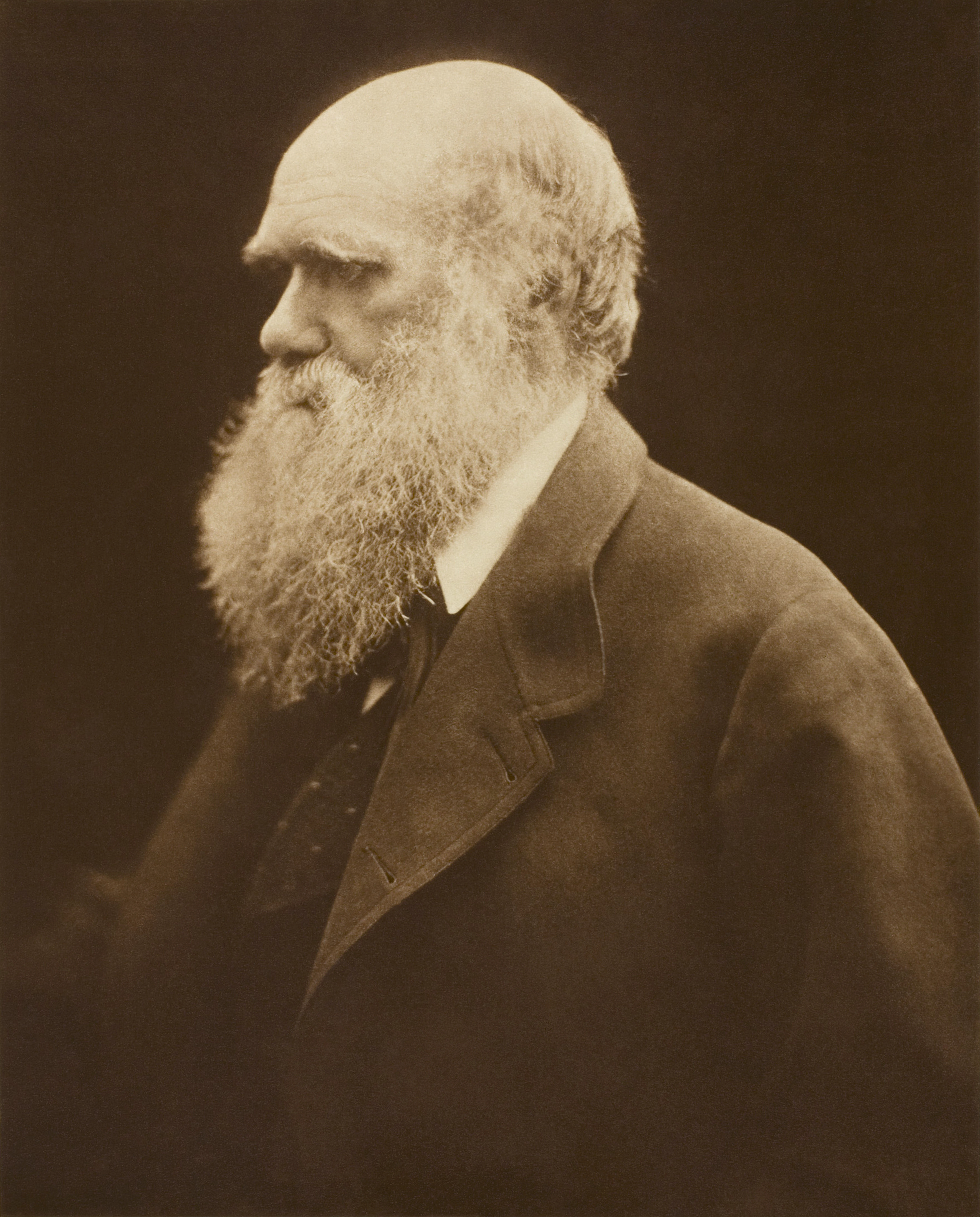
Джулія Маргарет Камерон: Портрет Чарльза Дарвіна (1868)
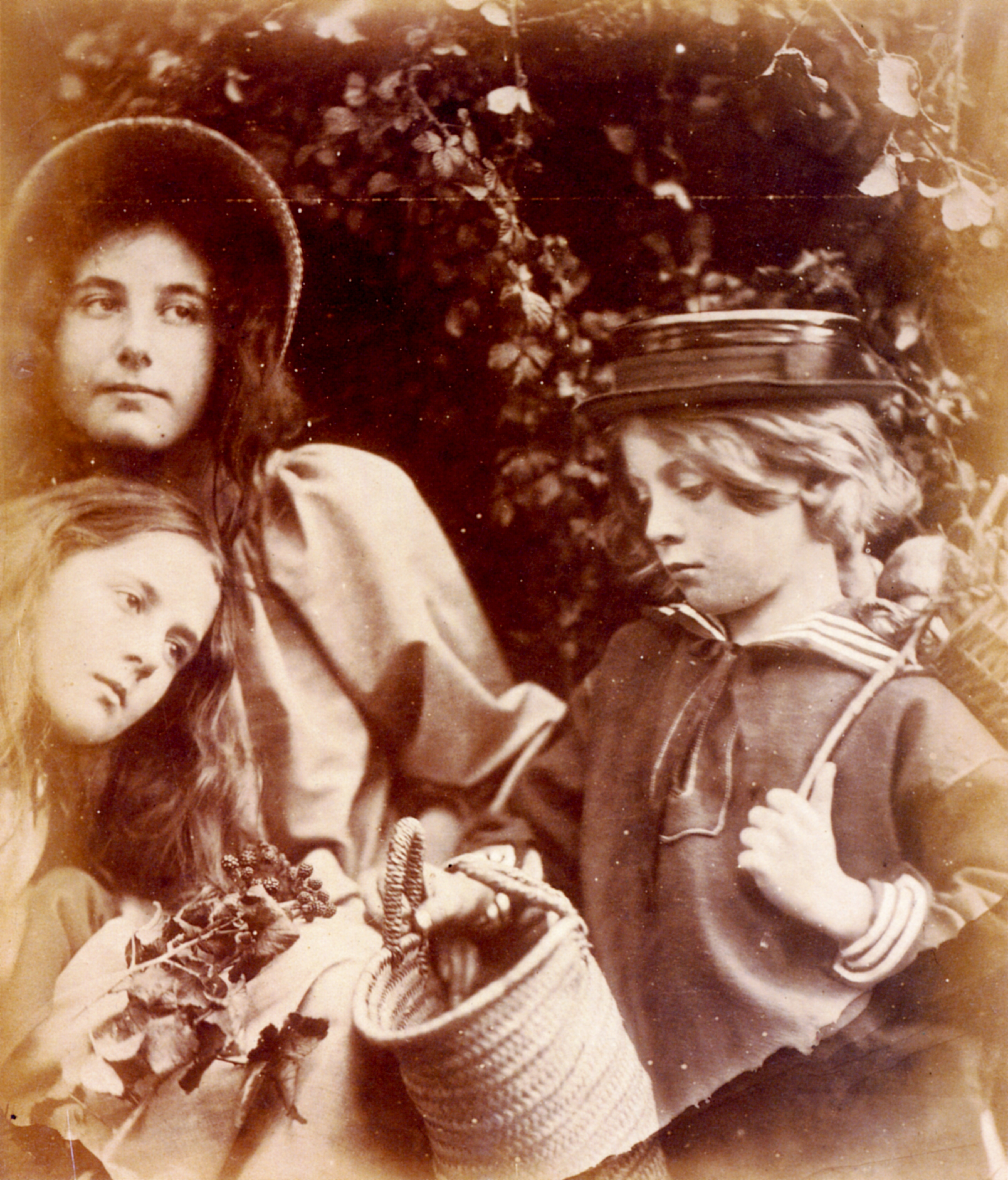
Джулія Маргарет Камерон: «Збирання ожини» (бл. 1869)

## Жіночі фотостудії в XIX столітті
Найдавніші документальні фотостудії, якими керували жінки в англомовному світі, були відкриті в 1860-х. До цього проводилися дослідження у Франції, Німеччині, Данії та Швеції.
У 1860-х та 1870-х роках жінки керували незалежними студіями у двох місцях на Мальті. Сара Енн Гаррісон творила між 1864 та 1871 рр. за адресою 74, Страда делла Марина, Ізола (Сенглеа), Мальта. Аделаїда Конрой працювала з чоловіком Джеймсом (наставник фотографа Річарда Елліса) з 1872 до приблизно 1880 з приміщень за адресами 56 і 134 Strada Stretta, Валлетта, Мальта.
Близько 1866 року Шима Рю Шима Рю з чоловіком Шимою Какоку відкрила студію в Токіо, Японія.
У Новій Зеландії Елізабет Пульман допомагала чоловікові Джорджу працювати в його студії в Окленді з 1867 року. Після його смерті в 1871 році вела бізнес самостійно до смерті в 1900 році.
Ряд данських жінок швидко відкрили власні студії. Фредеріке Федершпіль, яка навчалася фотографії з родиною в Гамбурзі, відкрила студію в Ольборзі в середині 1870-х. Мері Стін відкрила студію в Копенгагені в 1884 році у віці всього 28 років, і незабаром стала першим фотографом у Данії з портретами принцеси Олександри (1888). Бенедикт Ренстед відкрила студію в Горсенсі в 1880-х, перш ніж емігрувати до США, де фотографувала корінних американців у штаті Айдахо.
Після вивчення фотографії в Лондонській політехніці Еліс Г'юз відкрила в 1891 році студію на Говер-стріт, Лондон, швидко перетворившись на провідну фотографку роялті, модних жінок і дітей. У розпал своєї кар'єри вона працювала з 60 моделями на день і проводила до 15 сесій.

Однією з перших фотографок, які відкрили студію в Нью-Йорку, була Еліс Ботон, яка вивчала і мистецтво, і фотографію в школі мистецтв і дизайну Пратта. У 1890 році вона відкрила студію на Східній 23-й вулиці, ставши однією із найвідоміших портретних фотографок міста. Заїда Бен-Юсуф, емігрантка з Британії до США німецько-алжирського походження в 1895 році, створила портретну студію на П'ятій авеню Нью-Йорка в 1897, де знімала знаменитостей. 

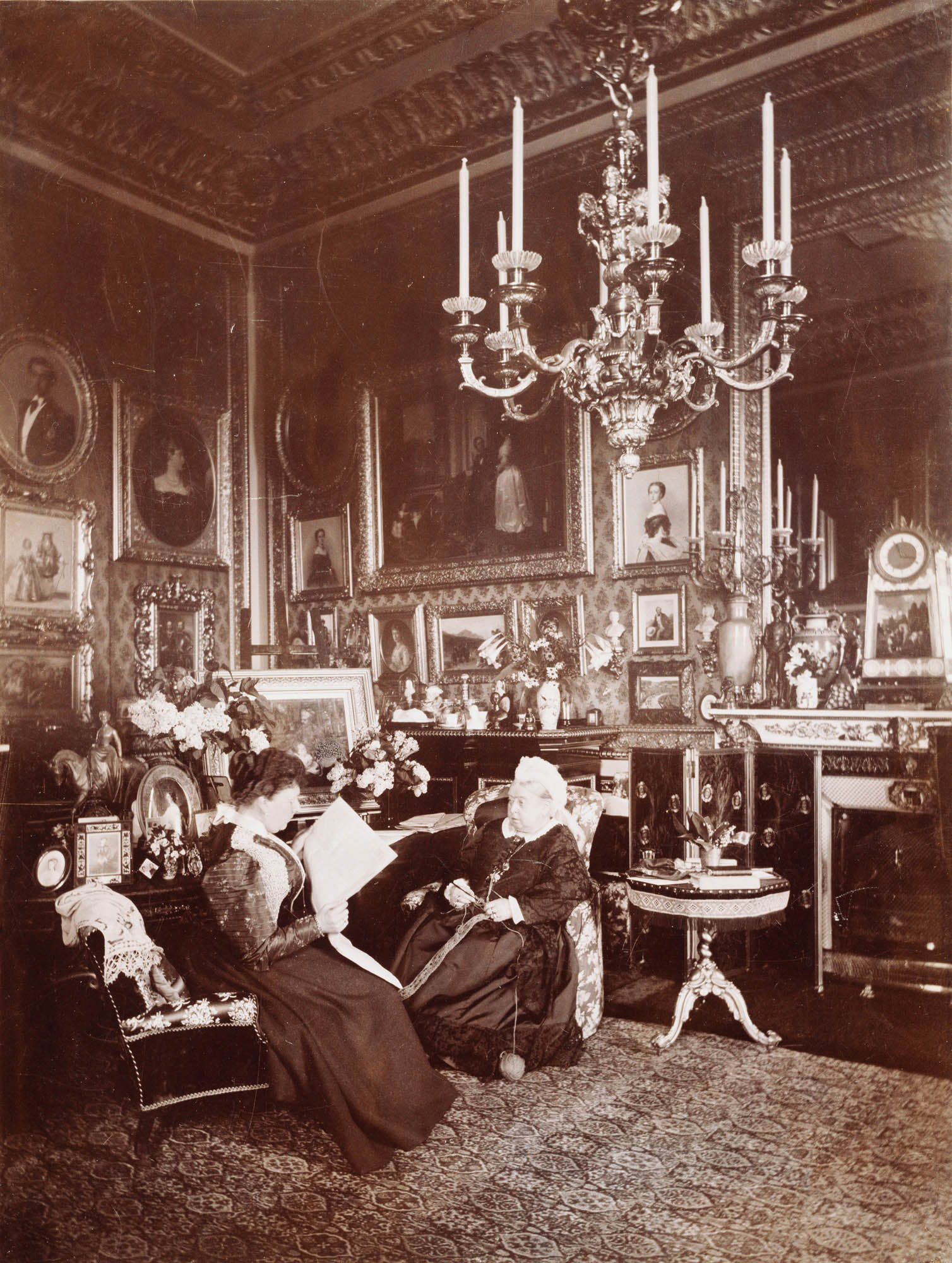
Мері Стін: Королева Вікторія та принцеса Беатріс у Вінздорзькому замку (1895)
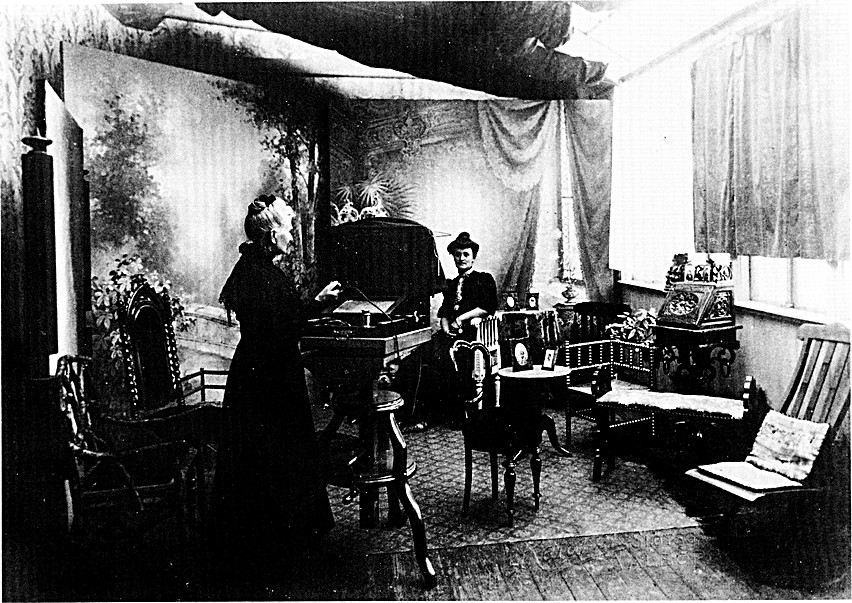
Фредеріке Федершпіль з клієнткою в своїй студії (Ольборг, 1910)
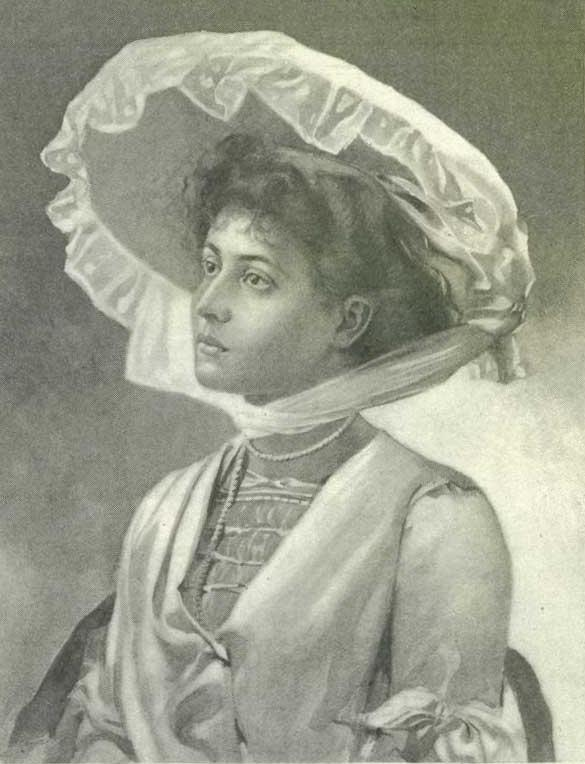
Еліс Г'юз[en]: Полін Астор[de](1904)
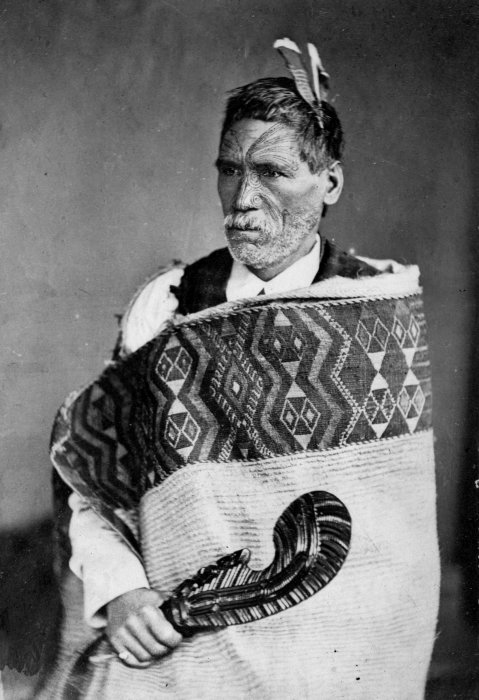
Елізабет Пульман: Rewi Manga Maniapoto (1879)
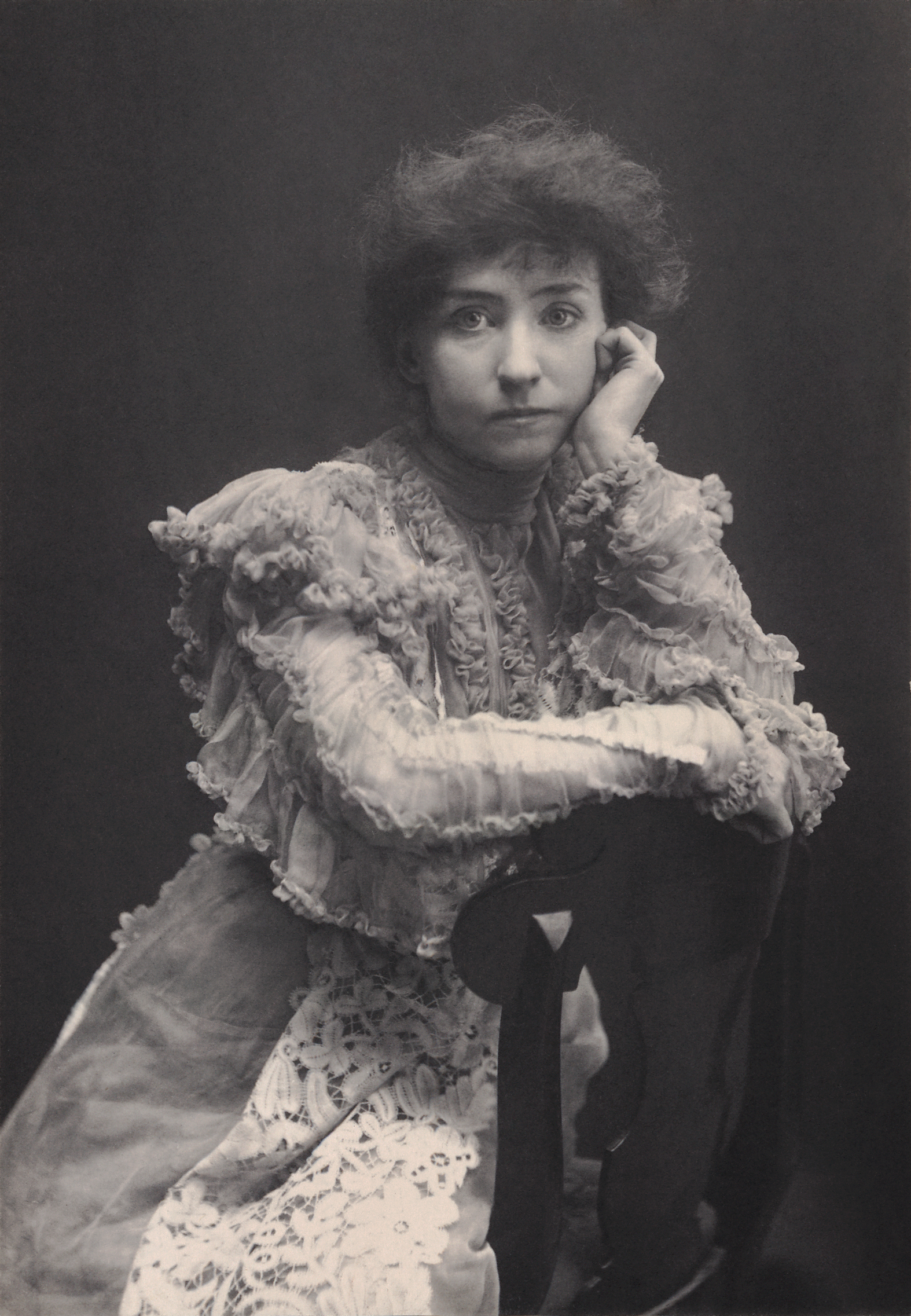
Заїда Бен-Юсуф: Mrs. Fiske, 'Love finds the way' (1896)

## Пік жіночого фото в Америці
Є кілька задокументованих випадків, коли жінки керували студіями поодинці або разом з чоловіками протягом і до 1860-х. Одним із прикладів є Елізабет Бічбард, яка закрила свою студію в Новому Орлеані на початку громадянської війни в США, щоб фотографувати союзників у Кемп-Мур, Луїзіана.
До бурхливих 1920-х фотографів, які не були жінками, мало. Після величезного прогресу в культурі кількість фотографок різко зростає. За оцінками, їх було приблизно 5000. Попри очевидні обмеження для жінок, у фотографії вони могли творчо проявлятися. Разом з цим з'явилося багато можливостей, включаючи періодику, як-от «Американський фотоаматор», що дозволяло фотографкам, любителькам чи ні, демонструвати свою майстерність. Жінки зосереджують увагу на костюмах. Появу жінок на фотографії можна віднести до прогресивної епохи, де ролі жінок у повсякденному суспільстві були надзвичайно стрімко розвивалися. Протягом цього періоду велика кількість фотографок належали до фотоорганізацій.

## Пікторіалістки
Використання фотографії як виду мистецтва існувало майже з самого початку, але саме наприкінці 19 і на початку ХХ ст. під впливом американця Альфреда Штігліца її художній потенціал, який назвали пікторіалізмом, став широко визнаним. Серед найближчих соратниць Штігліца були Гертруда Кезебір (1852–1934) та Єва Ватсон-Шютце (1867–1935), які після вивчення образотворчого мистецтва звернулися до фотографії та залишилися віддані її розвитку. В асоціації зі Штігліцем в 1902 вони співзасновнували рух «Фотосецесія». Далі Кезебір та Ватсон-Шютце займалися романтичними, але добре складеними портретами, які експонувались на впливових виставках. Крім того, Кезебір створювала портрети корінних американців, які стали одними з найширше визнаних серед професійних фотографів у США. Серед інших видатних живописиць були помічниця Кесебір Еліс Ботон та Енн Бріґман (1869–1950), яка часто зображувала оголених жінок. Мері Девенс (1857–1920), яка експериментувала з друкарськими техніками, як і Кесебір, була членкинею «Братства зв'язаного кільця», яке передувало «Фотосецесії» у просуванні фотографії як виду мистецтва. Канадка німецького походження Мінна Кіні (1861–1943) також була ранньою жінкою-членкинею «Зв'язаного кільця».

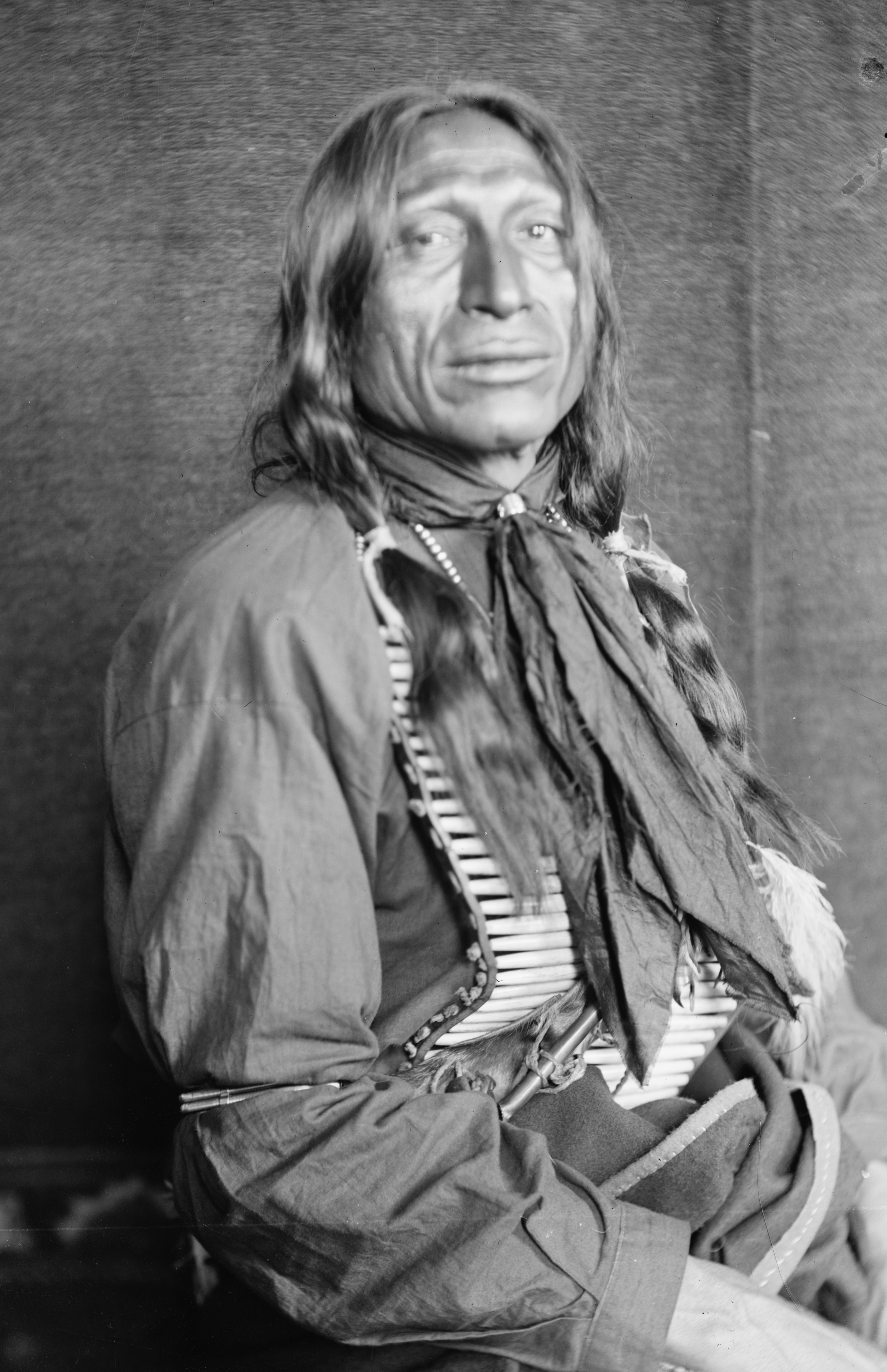
Гертруда Кезебір: «Chief Iron Tail» (1898)
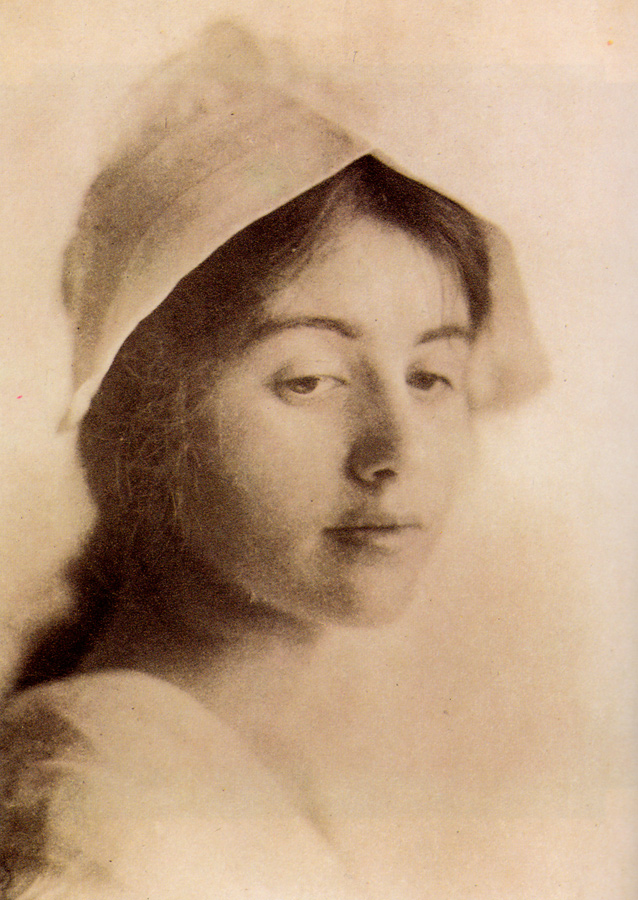
Єва Ватсон-Шютце: «A Study Head»(1900)
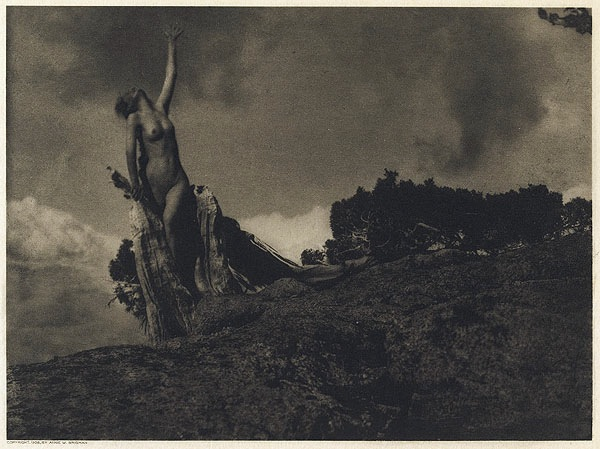
Енн Бріґман[en]: «Душа зруйнованої сосни» (1908)
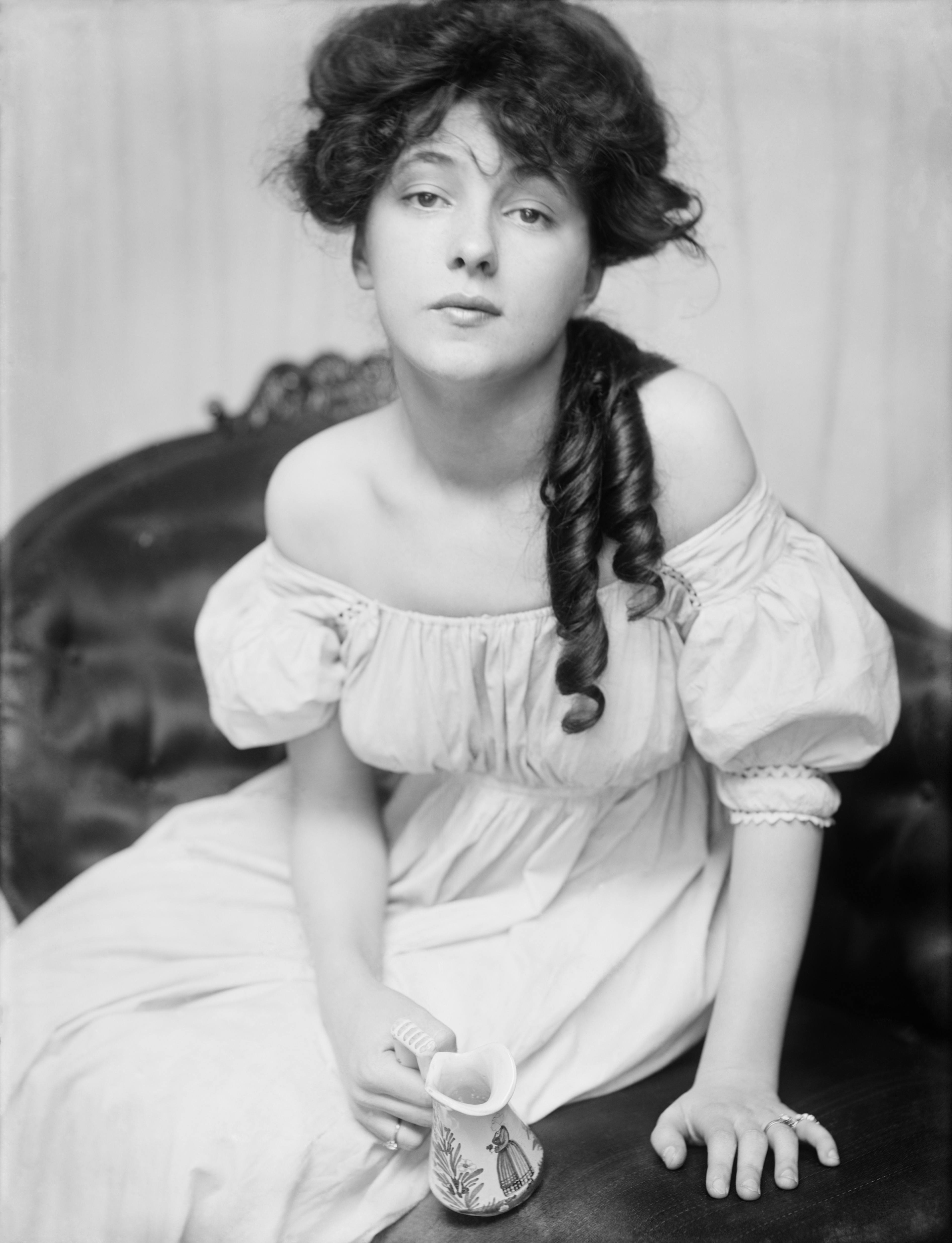
Гертруда Кесеб'є: «Міс Н», портрет Евелін Несбіт (1903)
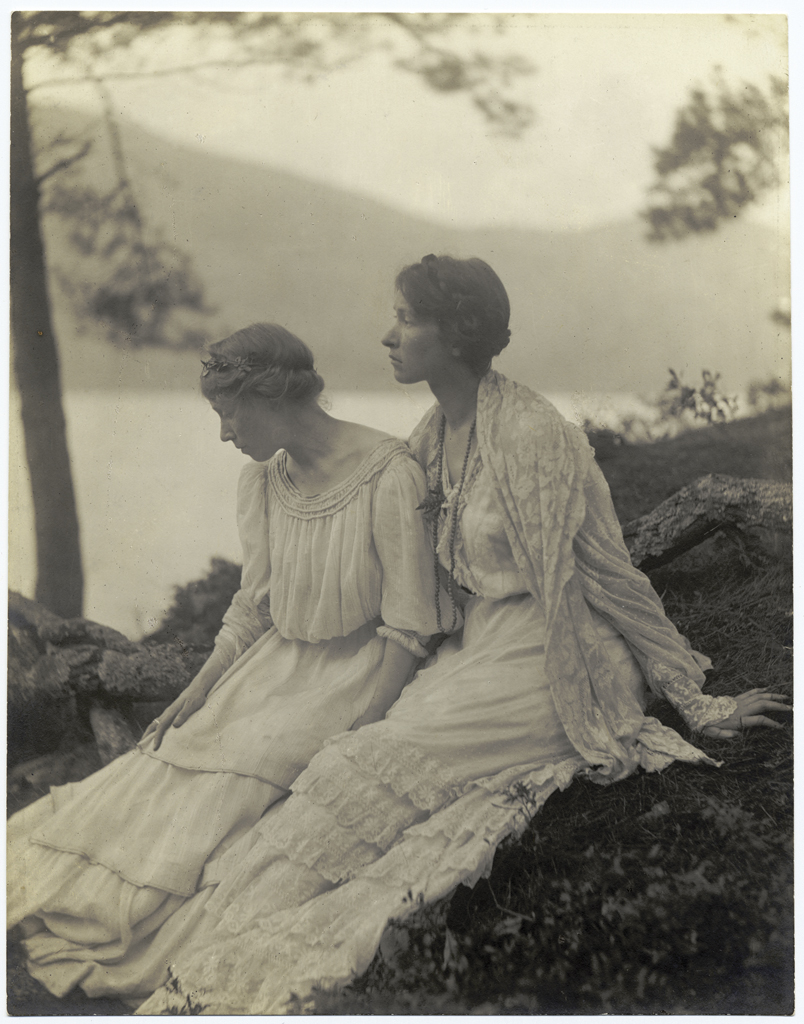
Еліс Ботон[en]: «Дві жінки під деревом» (1906)